# Liste der Biografien/Chey
Liste der Biografien |
Portal Biografien |
Personensuche
# |
A |
B |
C |
D |
E |
F |
G |
H |
I |
J |
K |
L |
M |
N |
O |
P |
Q |
R |
S |
T |
U |
V |
W |
X |
Y |
Z |
?
 
Ca |
Cb |
Cc |
Ce |
Ch |
Ci |
Cj |
Ck |
Cl |
Cm |
Cn |
Co |
Cr |
Cs |
Ct |
Cu |
Cv |
Cw |
Cy |
Cz
 
Cha |
Chb |
Che |
Chh |
Chi |
Chk |
Chl |
Chm |
Chn |
Cho |
Chr |
Cht |
Chu |
Chv |
Chw |
Chy
 
Chea |
Cheb |
Chec |
Ched |
Chee |
Chef |
Cheg |
Cheh |
Chei |
Chej |
Chek |
Chel |
Chem |
Chen |
Cheo |
Chep |
Cher |
Ches |
Chet |
Cheu |
Chev |
Chew |
Chey |
Chez
Die Liste der Biografien führt alle Personen auf, die in der deutschsprachigen Wikipedia einen Artikel haben. Dieses ist eine Teilliste mit 17 Einträgen von Personen, deren Namen mit den Buchstaben „Chey“ beginnt.

## Chey
- Chey, Tae-won (* 1961), südkoreanischer ManagerChey Tae-won (* 1961)

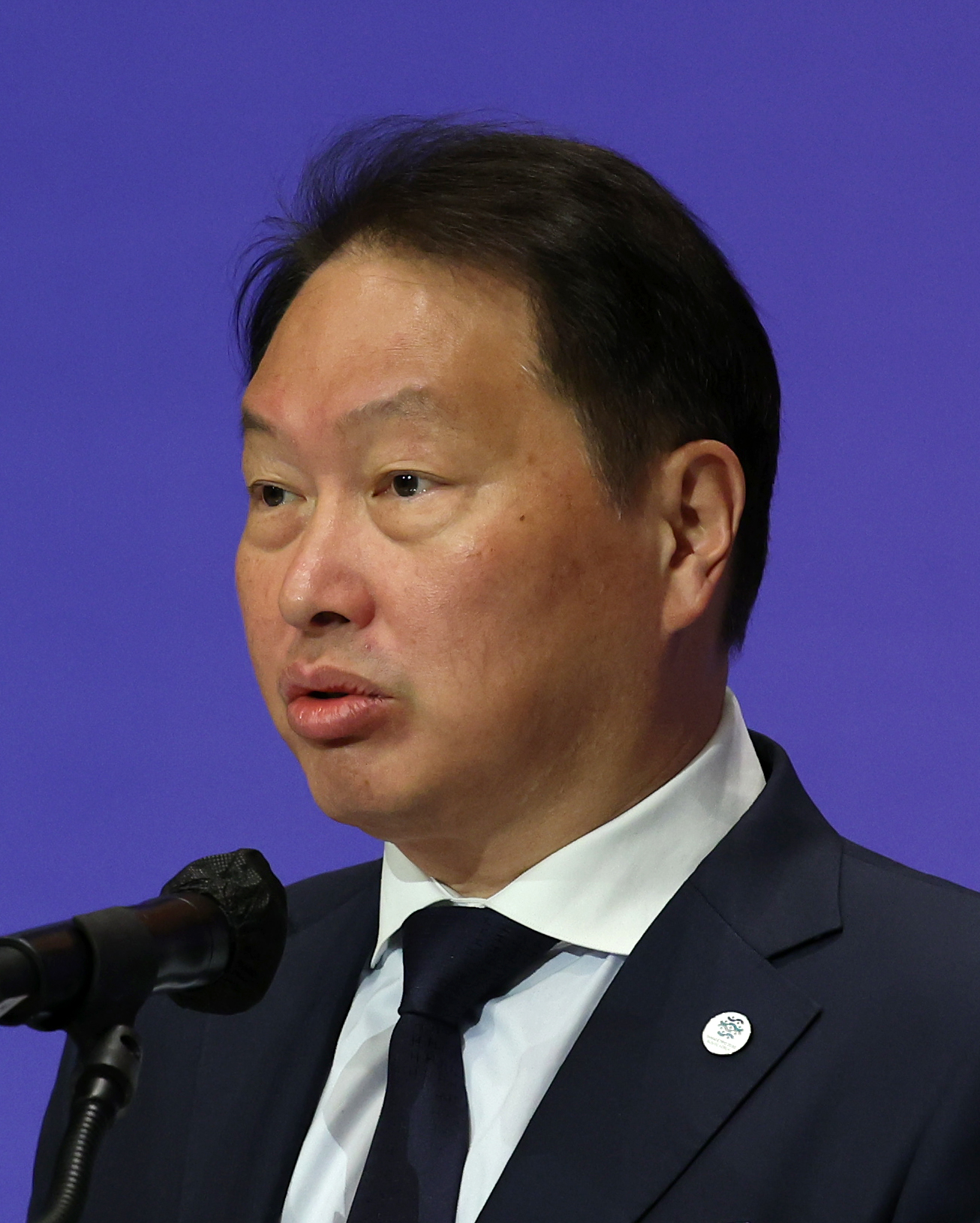
Chey Tae-won (* 1961)

### Cheye
- Cheyech, Philomena (* 1982), kenianische Langstreckenläuferin
- Cheyenne, Svenya (* 1993), deutsche Schauspielerin
- Cheyer, Adam, amerikanischer Softwareentwickler

### Cheyl
- Cheylov, Milan, kanadischer Schauspieler, Theaterleiter, Fernsehregisseur und Produzent

### Cheyn
- Cheyne, Alec (1907–1983), schottischer Fußballspieler und -trainer
- Cheyne, George (1671–1743), schottischer Arzt und Vegetarier, Vorläufer der Psychologie
- Cheyne, Henry († 1328), schottischer Geistlicher
- Cheyne, John (1777–1836), schottischer Arzt
- Cheyne, William Watson (1852–1932), britischer Chirurg
- Cheynet, Jean-Claude (* 1947), französischer Byzantinist
- Cheyney, George W. (1854–1903), US-amerikanischer Politiker
- Cheyney, Peter (1896–1951), britischer Krimi-Schriftsteller

### Cheyr
- Cheyrou, Benoît (* 1981), französischer Fußballspieler
- Cheyrou, Bruno (* 1978), französischer Fußballspieler

### Cheys
- Cheysson, Claude (1920–2012), französischer Politiker, MdEP

### Cheyw
- Cheywa, Milcah Chemos (* 1986), kenianische Hindernisläuferin